# Turzbecken

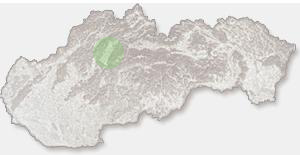
Lage des Turzbeckens

Die Turčianska kotlina (deutsch: Turzbecken) befindet sich im nördlichen Teil der zentralen Slowakei innerhalb des Fatra-Tatra-Gebiets in den Inneren Westkarpaten.
Das Becken ist durch die Gebirge Große Fatra im Osten bzw. Kleine Fatra im Westen und Norden, sowie Žiar und Kremnitzer Berge im Süden begrenzt. Das Becken ist Einzugsgebiet des Flusses Turz (Turiec), der bei Vrútky in die Waag fließt. Die größten Städte sind Martin, Vrútky und Turčianske Teplice.